# Helia cymansis
Helia cymansis là một loài bướm đêm trong họ Erebidae.